# Табалангут
Табалангу́т (бур. Табангууд) — улус в Тункинском районе Бурятии. Входит в сельское поселение «Галбай».

## География
Расположен в 2,5 км к западу от центра сельского поселения, села Галбай, на левобережье реки Тунки (1,5 км к северу от её русла) на восточной окраине Хойморского поозёрья. В 6 км юго-восточнее улуса находится центральная часть села Тунка. В 3 км к западу от улуса находится устье реки Кынгарги.

## Население
| 2002 | 2010 |
| ---- | ---- |
| 82   | ↘80  |

## Известные люди
- Ангархаев, Ардан Лопсонович — Народный депутат СССР, Народный писатель Бурятии, Заслуженный работник культуры Бурятии и России, доктор исторических наук[3], востоковед-историк.